# Adenophora nikoensis
Adenophora nikoensis là loài thực vật có hoa trong họ Hoa chuông. Loài này được Adrien René Franchet & Paul Amedée Ludovic Savatier mô tả khoa học đầu tiên năm 1878.